# 茨木惟昭
茨木 惟昭（いばらき これあき、1849年10月24日〈嘉永2年9月9日〉- 1914年〈大正3年〉7月14日）は、日本陸軍の軍人。最終階級は陸軍中将。男爵。幼名は守之助。

## 経歴
紀州藩士・茨木藤助の長男として生まれる。1871年（明治4年）、陸軍大尉に任官。以後、歩兵第10番大隊取締、大阪鎮台歩兵第10番大隊長を経て、1874年（明治7年）2月から翌月にかけて佐賀の乱に出征。1877年（明治10年）3月から10月にかけて歩兵第10連隊長として西南戦争に出征し奮戦した。
歩兵第14連隊長、大阪鎮台参謀長、参謀本部副官、近衛参謀長、陸軍戸山学校長などを歴任し、1890年（明治23年）6月、陸軍少将に進級。
日清戦争には歩兵第11旅団長として、1895年（明治28年）1月から12月にかけて出征した。同年8月、男爵を授爵し華族となる。戦後、第2軍司令部付として金州行政長官、さらに占領地総督府民政部長、同総督府参謀長兼民政部長を務めた。歩兵第8旅団長を経て、1896年（明治29年）10月、陸軍中将となった。
第6師団長を務め、1900年（明治33年）4月、予備役に編入。日露戦争勃発に伴い召集を受け、1904年（明治37年）3月、留守第4師団長を1906年（明治39年）2月の召集解除まで務めた。1911年（明治44年）4月1日に後備役となる。
1905年（明治38年）12月15日、補欠選挙で貴族院男爵議員で選出され、1911年（明治44年）7月9日までに在任した。

## 栄典
位階
- 1886年（明治19年）11月16日 - 正五位[7]
- 1890年（明治23年）6月19日 – 従四位[8]
- 1910年（明治43年）6月11日 - 正三位[9]

爵位
- 1895年（明治28年）8月20日 - 男爵[10]

勲章等
| 受章年                     | 略綬 | 勲章名                   | 備考 |
| -------------------------- | ---- | ------------------------ | ---- |
| 1888年（明治21年）5月29日  |      | 勲三等旭日中綬章         |      |
| 1889年（明治22年）11月29日 |      | 大日本帝国憲法発布記念章 |      |
| 1895年（明治28年）8月20日  |      | 勲二等旭日重光章         |      |
| 1895年（明治28年）11月18日 |      | 明治二十七八年従軍記章   |      |
| 1906年（明治39年）4月1日   |      | 勲一等旭日大綬章         |      |
| 1906年（明治39年）4月1日   |      | 功三級金鵄勲章           |      |
| 1906年（明治39年）4月1日   |      | 明治三十七八年従軍記章   |      |